# Рубилово (Островский район)
Рубилово — деревня в Бережанской волости Островского района Псковской области. 

## География
Расположена на правом берегу реки Великая, при впадении в неё реки Щепец, в 7 км к западу от города Остров. 

## Население
| 2001 | 2002 | 2010 |
| ---- | ---- | ---- |
| 292  | ↘269 | ↘224 |

Численность населения деревни по состоянию на 2000 год составляла 292 жителя.

## История
До 2005 года входила в состав ныне упразднённой Калининской волости в качестве её административного центра.